# Могилёвская (станция метро)
«Могилёвская» (бел. Магілёўская) — конечная станция Автозаводской линии Минского метрополитена в юго-восточном направлении, предыдущая станция на линии — Автозаводская на расстоянии 1,79 км. Открыта 5 сентября 2001 года. Пятая по загруженности станция метро в Минске — в среднем ей пользуется 47,5 тыс. человек в сутки.

## История
Станция проектировалась как «Социалистическая». Строительство длилось 7 лет, в ходе которого Партизанский проспект перекрывался лишь частично. «Могилёвская» стала двадцатой станцией Минского метрополитена и обеспечила транспортом жилой район Ангарская, в котором проживает 100 тыс жителей.

## Конструкция
Колонная станция мелкого заложения, трёхпролётная, с рядом круглых колонн. Станция двухуровневая: на нижнем расположена остановочная платформа, на верхнем — входные вестибюли и боковые пешеходные галереи.
Лестницы к вестибюлям начинаются ближе к центру посадочной платформы и отчасти расположены над ней. Благодаря этому, а также двухъярусному расположению служебных и технических помещений общая длина станционного комплекса была сокращена со стандартных для минского метро 280—300 метров до 138.
Интерьеры платформы, вестибюлей, пешеходных переходов выполнены с разделением пространства на функциональные зоны: зоны транзита, посадки и ожидания. Единое пространство двухъярусной платформенной части и вестибюлей с боковыми пешеходными галереями по горизонтали объединяется темой темно-синего подвесного потолка в центральном пролёте станции, а по вертикали разделяется на два яруса круглыми колоннами из светлого мрамора.
В отделке использованы португальский мрамор, гранит, алюминиевые подвесные потолки.
На «Могилёвской» впервые в Минске (а также впервые среди всех метрополитенов бывшего СССР) были установлены два лифта для инвалидов. Также над входами впервые в Минском метрополитене установлены павильоны арочной формы с применением ударопрочного стекла, которые защищают лестничные марши от дождя и снега.

## Путевое развитие
За станцией находится оборотный тупик и съезд в электродепо Могилёвское.

## Вестибюли
Выходы из двух вестибюлей станции ведут к Партизанскому проспекту, Ангарской улице, ТЦ МОМО, автостанции «Автозаводская». В ночь с 5 на 6 июля 2011 года в один из входов на станцию в результате крупного ДТП врезался грузовик, из-за чего на несколько дней второй выход станции был закрыт на ремонт.
Возле метро планируется создание траснпортного хаба.

## Музей
11 сентября 2015 года был открыт музей Минского метрополитена, расположенный на верхнем ярусе станции. В центральной части располагается кабина машиниста, на колоннах развешены фотографии станций, с указанием названия и годом открытия.
Вход в музей метро от пяти человек, запись производится на официальном сайте. Проход бесплатный.

## Галерея
- Колонны
- Поручень на колонне
- Название на путевой стене
- Посадочная платформа  на  Каменную  горку
- Вид с лестницы к южному вестибюлю
- Технические галереи над путями
- Вход на станцию
- автобусная  остановка
- подземный  переход